# Провулок Бабієнків
Прову́лок Бабіє́нків — провулок у Голосіївському районі міста Києва, місцевість Деміївка. Пролягає від Деміївської до Козацької вулиці. 
Прилучається вулиця Професора Буйка.

## Історія
Провулок відомий з 1-ї чверті XX століття. Мав назву (2-га) Павлівська вулиця (паралельна назва — провулок Бабієнків, від прізвища першопоселенців), з 1955 року — вулиця Бурмистенка, на честь українського радянського партійного і державного діяча Михайла Бурмистенка (до 1979 року вулиця пролягала до Голосіївського проспекту). 1982 року отримала назву провулок Бурмистенка.
Сучасна (відновлена історична) назва — з лютого 2023 року.

## Зображення

Анотаційна табличка на будинку № 35а